# Ruacana Falls
Ruacana Falls är ett vattenfall i Angola, på gränsen till Namibia. Det ligger i den sydvästra delen av landet, 1 000 kilometer söder om huvudstaden Luanda. Ruacana Falls ligger 785 meter över havet.
Terrängen runt Ruacana Falls är platt åt nordost, men åt sydväst är den kuperad. Ruacana Falls ligger nere i en dal. Runt Ruacana Falls är det mycket glesbefolkat, med 2 invånare per kvadratkilometer..
Omgivningarna runt Ruacana Falls är huvudsakligen savann.